# Максима прагматизма
Максима прагматизма, известная также как прагматистская или прагматическая максима, — максима логики, сформулированная американским философом Чарльзом Пирсом, служащая в качестве нормативной рекомендации или регулирующего принципа, которым, по мнению Пирса, следует руководствоваться в размышлениях и советах об оптимальном пути достижения ясности и понимания. Положена в основу философии прагматизма.
Известно несколько формулировок, изложенных ниже.
- Примем во внимание, какой практический эффект может быть связан с данным объектом, и наше понимание этого объекта будет состоять в совокупности наших знаний о его практических приложениях (Peirce, The Collected Papers of Charles Sanders Peirce (CP) v. 5, para. 2, 1878/1902).
- Представим себе, какие практические последствия может иметь действие данных объектов, и наше представление об этих действиях будет составлять всю совокупность представлений об этих объектах (Peirce, CP 5.438, 1878/1905).
- Все размышления так или иначе касаются идеи о том, что если как-либо проявлять свою волю, то в ответ непременно подвергнешься неким ощущениям. Соображения подобного сорта, то есть что определённое поведение обязательно влечёт за собой приобретение определённого опыта, называют «практическими соображениями». Поэтому вполне оправдана максима или постулат, на котором основан прагматизм: для того, чтобы выяснить значение некоторой умозрительной концепции, следует принять во внимание практические последствия того, что данная концепция истинна; сумма этих последствий составляет все значение самой концепции (Peirce, CP 5.9, 1905).
- Один из промахов, в котором меня могут упрекнуть критики, состоит в том, что я сделал прагматизм просто одной из максим логики, а не возвышенным философским принципом. Чтобы быть допущенным к философии, я постарался превратить прагматизм, как я его понимаю, в некую философскую теорему. Лучшего чем нижеследующее я при этом достичь не смог.

Прагматизм — это принцип, согласно которому любое теоретическое суждение, выражаемое фразой в изъявительном наклонении, есть путаная форма размышления, единственный смысл которого, если он вообще имеется, состоит в попытке навязать соответствующую практическую максиму, чье условие выражается в сослагательном наклонении, а заключение — в повелительном (Peirce, CP 5.18, 1903).
- Суть доктрины, по-видимому, состоит в допущении, что завершение жизни есть действие — аксиома стоицизма, которая автору этих строк в его шестьдесят лет не навязывается против воли, как это было в тридцать. Напротив, это действие требует завершения, и если это завершение описать в общем виде, то дух собственно максимы, которую мы должны увидеть в заключении нашей концепции, чтобы понять её правильно, должен был бы увести нас от практических фактов к общим идеям, как истинным переводчикам наших мыслей (Peirce, CP 5.3, 1902).
- Изучение философии состоит в рефлексии, и прагматизм — это метод рефлексии, который постоянно имеет в виду свою цель и цель тех идей, которые подвергает анализу, будь то идеи, природа и приложения которых состоят в действии, или размышление в чистом виде… Прагматизм — это не мировоззрение, а лишь метод рефлексии, цель которого — представить мысль в самом ясном виде (Peirce, CP 5.13 note 1, 1902).